# Sports d'eaux vives

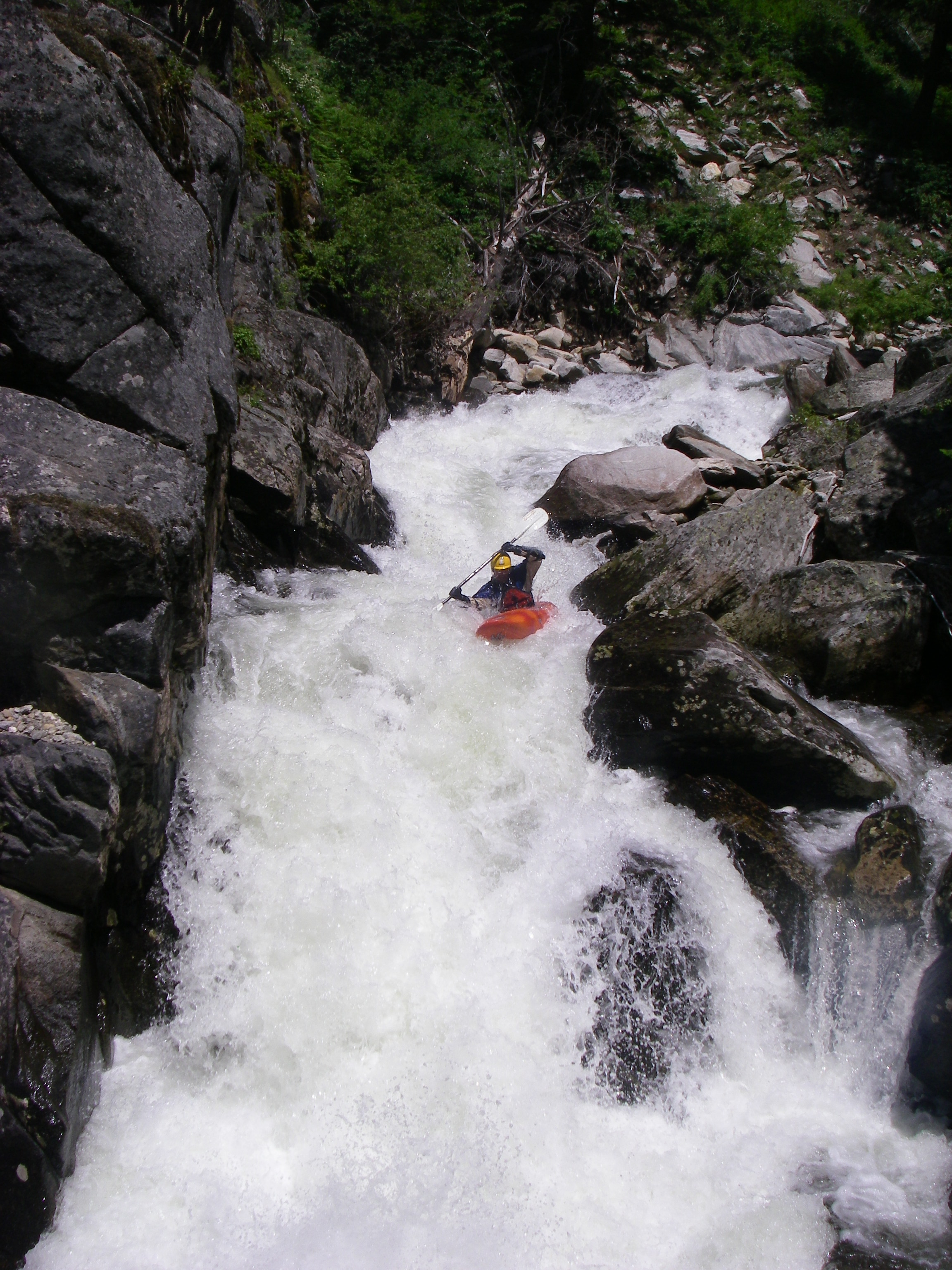
Descente de rivière tumultueuse en kayak, USA 2008.

Les sports d'eaux vives, sont des activités sportives de glisse ou de pleine nature se pratiquant en eau vive, c'est-à-dire dans des rivières relativement turbulentes.
Ces sports comptent notamment le canoë en eau vive, le Kayak de rivière, le rafting et la nage en eau vive.